# 罗斯科·坦纳
莱昂纳多·罗斯科·坦纳（英語：Leonard Roscoe Tanner，1951年10月15日—），生于田纳西州查塔努加，美国男子网球运动员，1972年成为职业球手。他曾获得1977年1月澳大利亚网球公开赛男子单打冠军。